# Moscu (Galați)
Moscu es una localidad rumana del oraș de Târgu Bujor, en el condado de Galați.

## Historia
Hacia finales del siglo XIX, la localidad, que por entonces pertenecía al antiguo condado de Covurlui, formaba parte de la comuna de Bujoru y tenía contabilizada una población de 594 habitantes.
En la segunda mitad del siglo XX la localidad había pasado a formar parte del oraș de Târgu Bujor, en el condado de Galați. En el censo de 2021 la localidad tenía una población de 1084 habitantes.